# Penina Rosenblum
Penina Rosenblum (hebr.: פנינה רוזנבלום, ang. Pnina Rosenblum, ur. 30 grudnia 1954 w Petach Tikwie) – izraelska aktorka filmowa, modelka, piosenkarka, bizneswoman i polityk, w latach 2005–2006 poseł do Knesetu z listy Likudu.

## Życiorys
Urodziła się 30 grudnia 1954 w Petach Tikwie.
W latach 70. i 80. XX wieku występowała jako modelka i piosenkarka, wystąpiła też w kilku filmach, m.in. we włosko-izraelskim spaghetti westernie Diamante Lobo (jako Pnia Golan). W 1989 założyła własną firmę kosmetyczną.
W 1999 założyła własną partię polityczną, bezskutecznie kandydując w wyborach parlamentarnych w 1999. W wyborach w 2003 nie dostała się do izraelskiego parlamentu startując z listy Likudu, jednak w składzie Knesetu szesnastej kadencji znalazła się 10 grudnia 2005, po rezygnacji Cachiego Hanegbiego. Straciła miejsce w parlamencie W wyborach w 2006.